# Montegut
Montegut è un census-designated place (CDP) degli Stati Uniti d'America, situato nello stato della Louisiana, in particolare nella parrocchia di Terrebonne.

## Curiosità
- Montegut è stata località principale delle riprese del film Re della terra selvaggia (2012).